# Martina McBride
Martina Mariea Chiff, coneguda com a Martina McBride, (29 de juliol de 1966, Sharon, Kansas, Estats Units) és una compositora i cantant de música country reconeguda com la Céline Dion de la música country per la seva veu soprano i per cantar balades.
McBride va signar per RCA Records el 1991 i va fer el seu debut l'any següent com una neo-tradicionalista cantant de música Country amb el senzill The Time Has Come. No obstant, no fou fins al 1997 quan va llançar el seu quart àlbum, Evolution, que s'obrí camí a la indústria de la música Country amb un so nou i un encreuament d'estil pop, similar al de Faith Hill i Shania Twain. A partir d'aquell moment, McBride ha tingut una sèrie d'èxits importants a la llista d'èxits Country Billboard i, ocasionalment, a la llista d'èxits adults contemporanis. Cinc d'aquests senzills foren el número 1 a la llista d'èxits de Country entre el 1995 i 2001 i un arribà al número 1 a les llistes d'èxits adults contemporanis el 2003.
McBride ha gravat un total d'onze àlbums d'estudi, una recopilació de grans èxits, un àlbum en directe, una compilació de Nadal i dos àlbums de compilació. Set dels seus àlbums d'estudi han rebut una certificació d'Or de la RIAA, o superior. Als Estats Units s'han venut més de catorze milions de còpies dels seus àlbums. A més, McBride ha guanyat el premi de l'Associació de Música Country a la Dona Vocalista de l'Any quatre vegades (empatant amb Reba McEntire la majoria de les vegades) i el premi de l'Acadèmia de Música Country a la Millor Dona Vocalista tres vegades.

## Biografia
McBride va néixer com a Martina Mariea Schiff a Sharon, Kansas, el 29 de juliol de 1966. Té dos germans, Martin i Steve, que actualment toquen a la banda de la seva germana, i una germana, Gina.
Es va criar a Sharon, un poble petit amb una població de prop de dos-centes persones. El seu pare, que era granger i propietari de la botiga de gabinets McBride, va exposar la Martina a la música Country des de petita. Escoltar música Country la va ajudar a aconseguir un amor al cant. Al sortir de l'escola, es passava hores cantant amb els discos d'artistes tan populars com Reba McEntire, Linda Ronstadt, Juice Newton, Jeanne Pruett, Connie Smith i Patsy Cline. Quan tenia entre vuit i nou anys, McBride començà a cantar amb una banda que fundà el seu pare, anomenada Els Schiffers. Schiff, a mesura que creixia, també prenia una major participació en la banda, passant de només cantar a tocar el teclat també amb ells. Li encantà fer això durant la seva infància.
Ella va començar a tocar amb un grup de rock local, The Penetrators a Wichita (Kansas). Després, el 1987, Schiff va reunir un grup de músics andomenat Lotus i va començar a buscar un espai d'assaig; va començar llogant l'espai d'un enginyer de so, John McBride. Els dos es van casar el 1988. Després de casar-se, la parella es va mudar a Nashville, Tennessee el 1989, amb l'esperança de començar una carrera a la música Country.
John McBride es va unir a l'equip de so de Garth Brooks i més tard es convertí en el seu director de producció de concerts. Martina s'unia de tant en tant al seu marit i va ajudar a vendre records de Garth Brooks. El 1990, impressionat per l'esperit entusiasta de la Martina, Brooks li va oferir que anés al seu acte d'obertura, fent possible que obtingués un contracte de gravació. Durant aquest temps, mentre que el seu marit estava treballant amb els artistes country Charlie Daniels i Ricky Van Shelton, també ajudà la seva dona a produir una cinta de demostració, que l'ajudà a guanyar un contracte discogràfic amb RCA Records a Nashville el 1991.

## Carrera musical

### 1992—1995:The Time Has Come(Ha arribat el moment) iThe Way That I Am(tal com sóc)
McBride llançà el seu àlbum debut a través del segell RCA Records el 1992, titulat The Time Has Come. La primera cançó d'aquest àlbum fou la número vint-i-tres a les llistes d'èxits de música Country, però els següents dos senzills van ser pitjors i no van arribar al top quaranta. A diferència dels seus posteriors àlbums Country que són influenciats pel pop, The Time Has Come presentava influències del honky-tonk i del country folk.
The Way That I Am és el títol del segon àlbum de McBride. Els seus dos primers senzills la portaren al top deu de la música Country: My Baby Loves Me arribà al segon lloc i Life No. 9, al sisè. El tercer senzill, Independence Day, no va arribar al top deu perquè bastants presentadors de ràdio opinaven que el tema de la cançó sobre una mare que lluita en contra de l'abús cremant la llar familiar no era l'adequat.
Independence Day va guanyar els premis al Vídeo de l'Any i a la Cançó de l'any als premis de l'Associació de Música Country.
El compositor del senzill, Gretchen Peters, va guanyar amb ell una nominació als premis Grammy de 1995. Després d'això, el quart i el cinquè senzills de The Way That I Am foren menys exitosos: Heart Trouble obtingué el número vint-i-u i Where I Used to Have a Heart va caure prop del quaranta.

### 1995—1999:Wild Angels(Àngels Salvatges) iEvolution(Evolució)
Llançat el 1995, Wild Angels representà un altre top cinc amb Safe in the Arms of Love i la seva primera cançó fou número u a la llista d'èxits d'aquesta categoria. Sigui com sigui, els tres següents, Phones Are Ringin' All Over Town, Swingin Doors i Cry on the Shoulder of Road van tenir menys èxit, arribant a la part baixa dels quaranta millors.
A principis de 1997, després que Cry on the Shoulder of the Road arribés al seu millor moment, va donar a conèixer dos duos: Still Holding On, un duet amb Clint Black, que fou el primer senzill del seu àlbum Nothin' but the Tailights, i Valentine amb Jim Brickman, que va aparèixer al seu àlbum Picture This.
Després que aquestes dues cançons fossin publicades, obtingué el seu segon número 1 a les llistes de Country amb A Broken Wing, a la capçalera del seu àlbum Evolution. Aquest àlbum va donar quatre cançons més dins del top deu a la ràdio del país: una reedició de Valentine, Happy Girl, Wrong Again (que també arriba a ser número 1) i Whatever You Say. Cap a finals de 1998 el seu àlbum fou certificat amb doble platí en vendes per la Recording Industry Association of America per la venda de dos milions d'unitats. A més, també va guanyar el premi de l'Associació de Música Country com a Dona Vocalista de l'Any el 1999 i també va actuar pel president Bill Clinton durant el mateix període.
També el 1998 McBride va llançar un àlbum de Nadal titulat White Christmas. Inclòs al disc hi havia una versió dO Holy Night, que primer entrà a les llistes d'èxits de 1997 i ho va tornar a fer fins al 2001. També va cantar com a veu convidada al senzill This Small Dive de Jason Sellers a mitjans de 1998.

### 1999—2003:Emotion(Emoció) iGreatest Hits(Les millors cançons)
El cinquè àlbum d'estudi de McBride, Emotion, va sortir el 1999. El primer senzill de l'àlbum fou certificat amb tres premis platí pel nombre de vendes per la Recording Industry Association of America (Associació de la Indústria Discogràfica dels Estats Units) i és l'àlbum de McBride que més còpies ha venut. L'àlbum incloïa la majoria de les seves millors cançons fins al moment i la cançó Strangers de l'àlbum The Way That I Am, que la va posar perquè ella creia i sentia que hauria d'haver estat un senzill. L'àlbum també tenia quatre noves cançons i totes van estar dins el top deu a les llistes d'èxits de música Country entre el 2001 i el 2003: When God-Fearin' Women Get the Blues, Blessed (el seu cinquè número 1), Where Would You Be i Concrete Angel. Carolyn Dawn Johnson va cantar amb les tornades de Blessed; i més tard McBride cantaria a les tornades del senzill de Johnson, Georgia. Més tard, el 2002, la Martina va tornar a fer tornades, aquesta vegada al senzill Practice Life d'Andy Griggs.

### 2003—2005: Martina
El 2003 McBride va llançar el seu sisè àlbum d'estudi, Martina. que reivindica les dones. El primer senzill, This One0s for the Girls, fou el número tres a les llistes d'èxits de música Country i fou l'únic número 1 de l'artista a les llistes d'èxits d'Adults Contemporanis. També incloïa tornades de Faith Hill, Carolyn Dawn Honson i les filles de McBride, Delaney i Emma. El següent senzill, In My Daughter's Eyes, també va estar al top cinc, tant en les llistes de Country com en les d'adults Contemporanis. How Far i God's Will del mateix àlbum arribaren al top vint de la ràdio Country, igual que ho va fer la seva aparició com a convidada al senzill de Jimmy Buffet Trip Around the Sun que superà a la llista d'èxits a God's Will.
El 2004 McBride va guanyar el premi de l'Acadèmia de Música Country a la millor Dona Vocalista per quarta vegada, després de les victòries el 2003, 2002 i 1999, les quals l'ajudaren a obtenir la majoria de premis d'aquesta categoria, juntament amb Reba McEntire.

### 2005—2008:Timeless(Sense temps) iWaking Up Laughing(Despertant rialles)
Després de trobar l'èxit a l'estil pop-country, McBride va fer el seu següent àlbum d'estudi el 2005, Timeless, que fou un àlbum que contenia, principalment, versions Country de cançons. L'àlbum incloïa versions Country de música estàndard com ara You Win Again de Hank Williams, You Ain't Woman Enough de Loretta Lynn i Help Me Make It Through the Night de Kris Kristofferson. Per fer que l'àlbum encaixés al seu estil antic, ella i el seu marit contractaren a gent més gran de Nashivlle que hagués fet sessions i demanaren equip analògic en lloc de digital. L'àlbum va vendre més de dos-centes cinquanta còpies durant la seva primera setmana al mercat, les majors vendes inicials en un àlbum de Martina. El primer senzill, una versió d'I Never Promised You a Rose Garden de Lyin Anderson fou el número divuit a la llista d'èxits Country, però els altres dos senzills no arribaren al top quaranta.
El 2006 McBride va fer d'entrenadora convidada a Canadian Idol. Els cinc últims finalistes van anar a Nashville, on Martina va treballar amb el participants amb les cançons que ells mateixos escollien d'artistes Country com Gordon Lightfoot i Patsy Cline. Entre els altres jutges convidats d'aquell any estaven Nelly Furtado i Cyndi Lauper. McBride més tard s'apuntà a Canadian Idol en una gira de primavera. El 2007 McBride va ser entrenadora convidada en American Idol, de la Fox.
El 2007 l'artista va treure el seu vuitè àlbum d'estudi, Waking Up LAughing. Fou el primer àlbum en el qual ella mateixa ajudava a escriure algunes de les cançons. Ella va organitzar la seva gira el mateix any per promocionar aquest àlbum, i hi inclogué als artistes de Country Rodney Atkins, Little Big Town i Jason Michael Carroll. El primer senzill de l'àlbum, Anyway, fou el número cinc a la llista d'èxits Country Billboard, convertint-se en el seu primer top deu des del 2003. El següent, How I Fell arribà al top quinze. A la primavera del 2008 va llançar Martina McBride: Live In Concert un conjunt de CD i DVD, que fou gravat a Moline, Illinois el setembre de 2007.
El juliol de 2007 el grup televisiu ABC va anunciar un programa especial anomenat Six Degrees of Martina McBride, on els concursants, persones del món del Country, eren reptats a trobar aspectes en comú amb Martina McBride comparant-se amb ells mateixos i devien fer-ho amb un màxim de cinc maneres. El guanyador del desafiament feia una connexió en directe amb la Martina a través del seu marit John, que havia conegut a algú que havia conegut a algú més. McBride aleshores va gravar un duet produït electrònicament amb Elvis Presley, millorant la seva cançó Blue Christmas com un duet amb ell al seu últim àlbum, The Elvis Presley Christmas Duets.
El 16 de desembre de 2008 va sortir una edició de compilació titulada Playlist: The Very Best of Martina McBride com a part de les llistes de reproducció de Sony BMG. L'àlbum conté onze cançons que havien sortit anteriorment i tres cançons noves.

### 2008—2010:Shine(Brilla)
Martina McBride va acabar la producció del seu desè àlbum d'estudi a finals de 2008. El primer senzill, Ride, va sortir a la ràdio a l'octubre d'aquest any i debutà en el número quaranta-tres de la llista de cançons Country del moment. No va arribar al top deu de la llista; va arribar fins a l'onzena posició el març de 2009. L'àlbum Shine va sortir de la mà d'RCA el 24 de març de 2009 i va debutar a la cima de la llista d'èxits de Country dels Estats Units i en el número deu de la llista Billboard 200. McBride fou co-productora de l'àlbum amb Dann Huff i va prensentar Sunny Side Up, una canço que va ajudar a escriure. El segon senzill, I Just Call You Mine, va sortir al maig del 2009 i va arribar al top vint. El tercer senzill de Shine fou Wrong Bay Worng, que fou escrit en part pels germans Borren amb Robert Ellis Orrall i Stepehen Barker Liles, membre de Love and Theft.
McBride també va començar la gira Shine All Night, una aventura que la feu aparèixer als titulars junt amb la seva amiga i estrella del Country Trace Adkins i la mestra de cerimònies Sarah Buxton. La gira va començar el novembre del 2009 i va acabar el maig de 2010.
El 10 de juny de 2010 Billboard va anunciar que McBride havia col·laborat en una cançó amb Kid Rock. A finals d'aquest mes, Martina fou nominada pel premi a la Dona Artista de Country preferida per la Teen Choice, junt a les estrelles del Country Carrie Underwood, Miranda Mabert, Taylor Swift i Gretchen Wilson.
A finals de 2010 Martina McBride fou nominada a dos premis de Country dels Estats Units: Millor Senzill Femení i Artista de gira de l'any juntament amb Trace Adkins. Junt a aquestes nominacions, va rebre la seva catorzena nominació a la Millor Dona Vocalista per l'Associació de Música Country a l'octubre.

### 2010 - present:Eleven(Onze)
La Martina va sortir d'RCA el novembre de 2010 i va signar per Republic Nashville. Va començar a treballar en un nou àlbum d'estudi amb el productor Byron Gallimore. El seu primer senzill per Republic Nashville és Tennage Daughters, que fou escrit per ella junt amb els germans Warren. McBride va explicar a Country Weekly que havia ajudat en l'escriptura de vuit de les onze cançons de l'àlbum. Va decidir escriure més freqüentment perquè tenia més confiança en la seva habilitat d'escriure cançons després que Anyway es convertís en un èxit. Una cançó de l'àlbum, One Night, va sortir com una promoció per la NASCAR amb un vídeo musical el juny de 2011.
I'm Gonna Love You Through It va sortir com el segon senzill de l'àlbum del 25 de juliol de 2011. La cançó es va convertir en un èxit comercial i de crítica, arribant a ser el número quatre i sent el seu primer top cinc des que el 2006 sortís Anyway. L'àlbum, titulat Eleven, es va llançar l'11 d'octubre de 2011. El seu tercer senzill fou una versió de Marry Me de Train, gravat com un duet amb el cantant principal de Train, Pat Monahan. El setembre de 2011, McBride fou novament nominada per quinzena vegada, i catorzena consecutiva, al premi de l'Associació de Música Country a la Millor Dona Vocalista.
RCA feu dos àlbums de recopilació el 2012, Hits and More al gener i The Essential Martina McBride a l'octubre.

## Discografia

### Àlbums d'estudi
- 1992: The Time Has Come
- 1993: The Way That I Am
- 1995: Wild Angels
- 1997: Evolution
- 1998: White Christmas
- 1999: Emotion
- 2003: Martina
- 2005: Timeless
- 2007: Waking Up Laughing
- 2009: Shine
- 2011: Eleven

### Altres àlbums
- 2001: Gratest Hits
- 2008:

- Live in Concert
- Playlist: The Very Best of MArtina McBride

- 2012:

- Hits and More
- The Essential Martina McBride

## Gires

### Liderant
- Greatest Hits (2002 - 2003).
- Joy of Christmas (2002, 2005, 2006, 2008, 2012).
- Timeless (2006).
- Waking Up Laughing (2008 - 2009).

### Co-liderant
- Virginia Slims on the Legends (1995) (amb Regina Bele, Gladys Knight i Barbara Mandrell)
- Lilith Fair (1998 - 1999) (amb Sarah McLachlan)
- Girls Night Out (2001) (amb Sara Evans, Carolyn Dawn Johnson, Jamie O'Neal i Reba McEntire)
- Shine All Night (2009 - 2010) (amb Trace Adkins)
- Eleven Tour (2012) (amb George Strait)

### En actes de suport
- Garth Brooks (1992 - 1994)
- Brooks y Dunn (1994)
- Tim McGraw (1997)
- Alan Jackson (2004) (només en algunes ocasions)
- George Strait (2011 - 2012)

## Premis i nominacions
Martina McBride ha rebut més de quinze premis importants, batent fins i tot el rècord de Reba McEntire de major nombre de victòries per l'Associació de Música Country a la Millor Dona Vocalista de l'Any amb la seva quarta victòria el 2004. Actualment ella té el rècord e major nombre de nominacions. A més, ha rebut el premi Flameworthy al Vídeo Femení de l'Any dues vegades, compartint rècord de victòries amb Carrie Underwood i Taylor Swift. També ha estat nominada catorze vegades als Premis Grammy, però mai va guanyar.
| Any  | Premi                                                               | Categoria                                          | Resultat   |
| ---- | ------------------------------------------------------------------- | -------------------------------------------------- | ---------- |
| 1993 | Acadèmia de Música Country                                          | Nova Dona Vocalista de l'Any                       | Nominada   |
| 1994 | Acadèmia de Música Country                                          | Vídeo Musical de l'Any                             | Nominada   |
| 1994 | Associació de Música Country                                        | Horizon                                            | Nominada   |
| 1994 | Associació de Música Country                                        | Millor Vídeo Musical de l'Any - Independence Day   | Guanyadora |
| 1995 | Grammy                                                              | Millor Actuació d'una Vocalista Country            | Nominada   |
| 1996 | Grammy                                                              | Millor Actuació d'una Vocalista Country            | Nominada   |
| 1996 | Grammy                                                              | Millor Col·laboració Country com Vocalista         | Nominada   |
| 1996 | TNN/Music City News                                                 | Millor Vídeo Musical de l'Any - Independence Day   | Guanyadora |
| 1996 | Associació de Música Country                                        | Àlbum de l'Any                                     | Nominada   |
| 1996 | Associació de Música Country                                        | Dona Vocalista de l'Any                            | Nominada   |
| 1997 | Associació de Música Country                                        | Millor Vídeo Musical de l'Any - A Broken Wing      | Nominada   |
| 1998 | Grammy                                                              | Millor Col·laboració Country com Vocalista         | Nominada   |
| 1998 | Associació de Música Country                                        | Dona Vocalista de l'Any                            | Nominada   |
| 1998 | Associació de Música Country                                        | Senzill de l'Any - A Broken Wing                   | Nominada   |
| 1998 | Acadèmia de Música Country                                          | Senzill de l'Any                                   | Nominada   |
| 1998 | Acadèmia de Música Country                                          | Millor Dona Vocalista                              | Nominada   |
| 1999 | Premis de Música dels Estats Units                                  | Dona Artista de Country Preferida                  | Nominada   |
| 1999 | Associació de Música Country                                        | Dona Vocalista de l'Any                            | Guanyadora |
| 1999 | Acadèmia de Música Country                                          | Millor Dona Vocalista                              | Nominada   |
| 2000 | Premis de Música dels Estats Units                                  | Dona Artista de Country Preferida                  | Nominada   |
| 2000 | Grammt                                                              | Millor Actuació d'una Vocalista Country            | Nominada   |
| 2000 | Acadèmia de Música Country                                          | Millor Dona Vocalista                              | Nominada   |
| 2000 | Associació de Música Country                                        | Dona Vocalista de l'Any                            | Nominada   |
| 2001 | Flameworthy                                                         | Vídeo més Graciós - When God Fearin' Women         | Nominada   |
| 2001 | Flameworthy                                                         | Vídeo de Moda - Blessed                            | Nominada   |
| 2001 | Flameworthy                                                         | Vídeo Femení de l'Any - Blessed                    | Guanyadora |
| 2001 | Acadèmia de Música Country                                          | Millor Dona Vocalista                              | Guanyadora |
| 2001 | Associació de Música Country                                        | Dona Vocalista de l'Any                            | Nominada   |
| 2002 | Acadèmia de Música Country                                          | Millor Dona Vocalista                              | Guanyadora |
| 2002 | Associació de Música Country                                        | Dona Vocalista de l'Any                            | Guanyadora |
| 2002 | Associació de Música Country                                        | Senzill de l'Any - Blessed                         | Nominada   |
| 2002 | Billboard                                                           | Dona Cantant de Country de l'Any                   | Nominada   |
| 2002 | Flameworthy                                                         | Vídeo de l'Any - Concrete Angel                    | Nominada   |
| 2002 | Flameworthy                                                         | Vídeo amb Millor Concepte - Concrete Angel         | Nominada   |
| 2003 | Grammy                                                              | Millor Actuació d'una Vocalista Country            | Nominada   |
| 2003 | Acadèmia de Música Country                                          | Àlbum de l'Any - Martina                           | Nominada   |
| 2003 | Acadèmia de Música Country                                          | Humanitària de l'Any                               | Guanyadora |
| 2003 | Flameworthy                                                         | Vídeo Femení de l'Any - Concrete Angel             | Guanyadora |
| 2003 | Associació de Música Country                                        | Dona Vocalista de l'Any                            | Guanyadora |
| 2003 | Premis de Música dels Estats Unirs                                  | Dona Artista de Country Preferida                  | Guanyadora |
| 2004 | Associació de Música Country                                        | Dona Vocalista de l'Any                            | Guanyadora |
| 2004 | Acadèmia de Música Country                                          | Millor Dona Vocalista                              | Nominada   |
| 2004 | Grammy                                                              | Millor Curt Musical - Concrete Angel               | Nominada   |
| 2004 | Grammy                                                              | Millor Actuació d'una Vocalista Country            | Nominada   |
| 2004 | Flameworthy                                                         | Vídeo més Inspirant - God's Will                   | Nominada   |
| 2004 | Flameworthy                                                         | Millor Vídeo Femení - How Far                      | Nominada   |
| 2004 | Billboard                                                           | Dona Cantant de Country de l'Any                   | Nominada   |
| 2004 | Premis de Música dels Estats Units                                  | Dona Artista de Country Preferia                   | Nominada   |
| 2004 | Premis de Música dels Estats Units                                  | Àlbum de Country Preferit                          | Nominada   |
| 2005 | CMT Vídeo                                                           | Vídeo més Inspirant - God's Will                   | Nominada   |
| 2005 | CMT Vídeo                                                           | Vídeo Femení - God's Will                          | Nominada   |
| 2005 | Grammy                                                              | Millor Actuació d'una Vocalista Country            | Nominada   |
| 2005 | Acadèmica de Música Country                                         | Millor Dona Vocalista                              | Nominada   |
| 2005 | Premis de Música dels Estats Units                                  | Dona Artista de Country Preferida                  | Nominada   |
| 2006 | Grammy                                                              | Millor Curt Musical - God's Will                   | Nominada   |
| 2007 | Premis de Música dels Estats Units                                  | Dona Artista de Country Preferida                  | Nominada   |
| 2007 | Grammy                                                              | Millor Actuació d'una Vocalista Country            | Nominada   |
| 2007 | Acadèmia de Música Country                                          | Millor Dona Vocalista                              | Nominada   |
| 2007 | Associació de Música Country                                        | Vídeo Musical de l'Any - Anyway                    | Nominada   |
| 2007 | Associació de Música Country                                        | Dona Vocalista de l'Any                            | Nominada   |
| 2007 | Associació de Música Country                                        | Senzill de l'Any - Anyway                          | Nominada   |
| 2007 | Associació de Música Country                                        | Cançó de l'Any - Anyway                            | Nominada   |
| 2007 | BMI                                                                 | Cançó de l'Any - Anyway                            | Guanyadora |
| 2007 | BMI                                                                 | Cançó més escoltada de l'any - Anyway              | Guanyadora |
| 2007 | Billboard                                                           | Millor Gira de Country de l'Any                    | Guanyadora |
| 2007 | Societat Estatunidenca de Compositors, Autors i Publicadors (ASCAP) | Cançó Femenina de l'Any - Anyway                   | Guanyadora |
| 2007 | Societat Estatunidenca de Compositors, Autors i Publicadors (ASCAP) | Cançó de l'Any - Anyway                            | Guanyadora |
| 2008 | CMT Vídeo                                                           | Vídeo Femení                                       | Nominada   |
| 2008 | Acadèmia de Música Country                                          | Millor Dona Vocalista                              | Nominada   |
| 2008 | Associació de Música Country                                        | Dona Vocalista de l'Any                            | Nominada   |
| 2009 | Grammy                                                              | Millor Actuació d'una Vocalista Country            | Nominada   |
| 2009 | Associació de Música Country                                        | Dona Vocalista                                     | Nominada   |
| 2009 | CMT Vídeo                                                           | Vídeo Femení - Ride                                | Nominada   |
| 2010 | Grammy                                                              | Millor Actuació d'una Vocalista Country            | Nominada   |
| 2010 | Teen Choice                                                         | Artista de Country Femenina                        | Nominada   |
| 2010 | CMT Vídeo                                                           | Vídeo Femení - I Just Call You Mine                | Nominada   |
| 2010 | Premis Country dels Estats Units                                    | Senzill d'una Dona - Wrong Baby Wrong              | Nominada   |
| 2010 | Premis Country dels Estats Units                                    | Artista de Gira de l'Any                           | Nominada   |
| 2010 | Associació de Música Country                                        | Dona Vocalista                                     | Nominada   |
| 2011 | Acadèmia de Música Country                                          | Premi Honorari                                     | Guanyadora |
| 2011 | Associació de Música Country                                        | Dona Vocalista                                     | Nominada   |
| 2012 | Grammy                                                              | Millor Actuació de Country com a Solista           | Nominada   |
| 2012 | Associació de Música Country                                        | Dona Vocalista de l'Any                            | Nominada   |
| 2012 | Premis Country dels Estats Units                                    | Artista Femenina de l'Any                          | Nominada   |
| 2012 | Premis Country dels Estats Units                                    | Senzill d'una Dona - I'm Gonna Love You Through It | Nominada   |
| 2012 | Premis Country dels Estats Units                                    | Vídeo Musical d'una Artista Femenina               | Nominada   |
| 2013 | Associació de Música Country                                        | Millor Dona Vocalista                              | Nominada   |